# Misses
Albums de Joni Mitchell
Hits
(1996) Taming the Tiger
(1998)
Misses est une compilation de Joni Mitchell, sortie le 29 octobre 1996.
L'album va de pair avec Hits, publié le même jour.

## Liste des titres
| No  | Titre                                       | Album original              | Durée |
| --- | ------------------------------------------- | --------------------------- | ----- |
| 1.  | Passion Play (When All the Slaves Are Free) | Night Ride Home             | 5:25  |
| 2.  | Nothing Can Be Done                         | Night Ride Home             | 4:53  |
| 3.  | A Case of You                               | Blue                        | 4:20  |
| 4.  | The Beat of Black Wings                     | Chalk Mark in a Rain Storm  | 5:19  |
| 5.  | Dog Eat Dog                                 | Dog Eat Dog                 | 4:41  |
| 6.  | The Wolf That Lives in Lindsey              | Mingus                      | 6:35  |
| 7.  | The Magdalene Laundries                     | Turbulent Indigo            | 4:02  |
| 8.  | The Impossible Dreamer                      | Dog Eat Dog                 | 4:30  |
| 9.  | Sex Kills                                   | Turbulent Indigo            | 3:56  |
| 10. | The Reoccurring Dream                       | Chalk Mark in a Rain Storm  | 3:02  |
| 11. | Harry's House/Centerpiece                   | The Hissing of Summer Lawns | 6:48  |
| 12. | The Arrangement                             | Ladies of the Canyon        | 3:32  |
| 13. | For the Roses                               | For the Roses               | 3:48  |
| 14. | Hejira                                      | Hejira                      | 6:42  |